# 애스턴 마틴 DBS
애스턴 마틴 DBS(영어: Aston Martin DBS)는 애스턴 마틴에서 2018년부터 생산중인 스포츠카이다. DB11 V12를 기반으로 하지만 뱅퀴시의 대체 차종으로 DB11 계보와 차별화되는 개선된 사항을 특징으로 하며오리지널 DBS와 DB9 기반 DBS V12 모두에서 사용하는 상징적인 DBS 명판을 사용한다. 또한 이 차는 1960년대와 1970년대에 애스턴 마틴이 가장 가벼운 그랜드 투어러를 개발하는 데 도움을 준 Carrozzeria 투어링 슈퍼레제라에 대한 찬사인 슈퍼레제라 이름도 사용한다.

## 갤러리

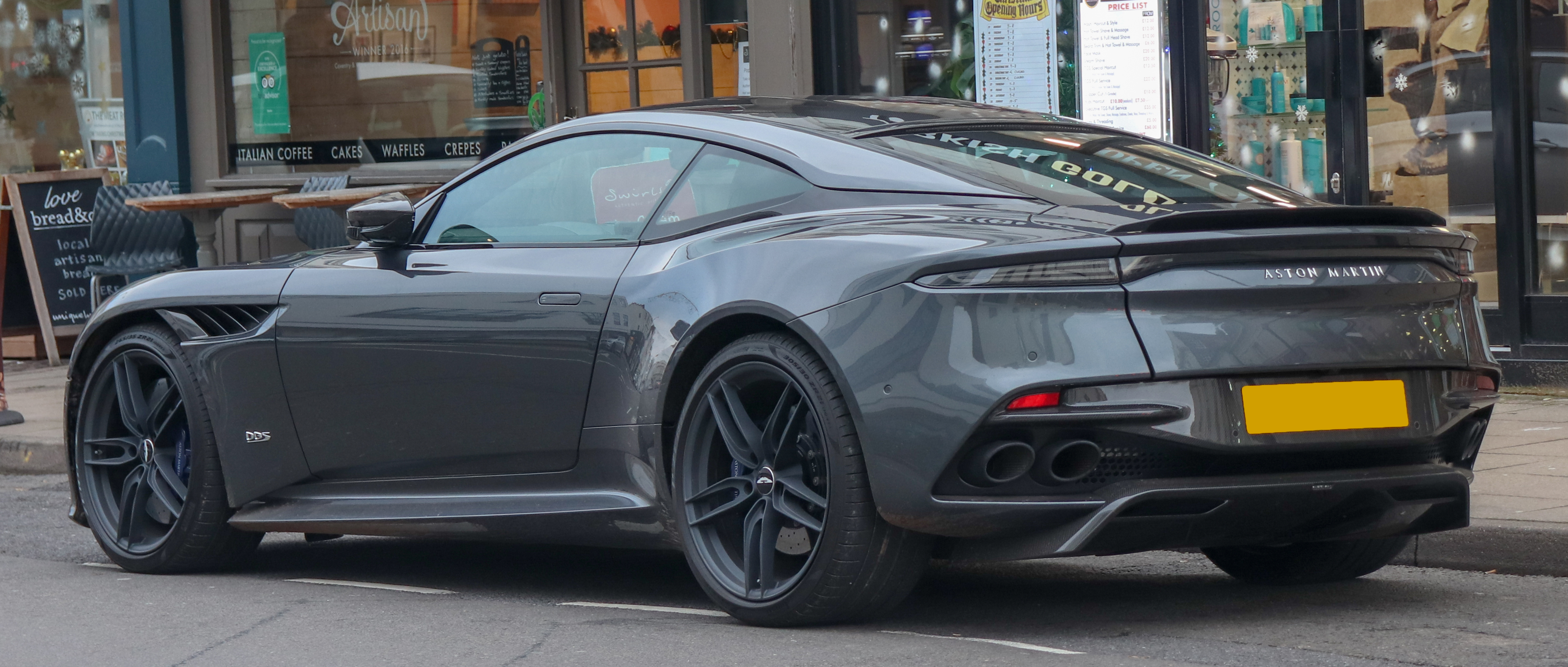
애스턴 마틴 DBS 슈퍼레제라의 뒷면
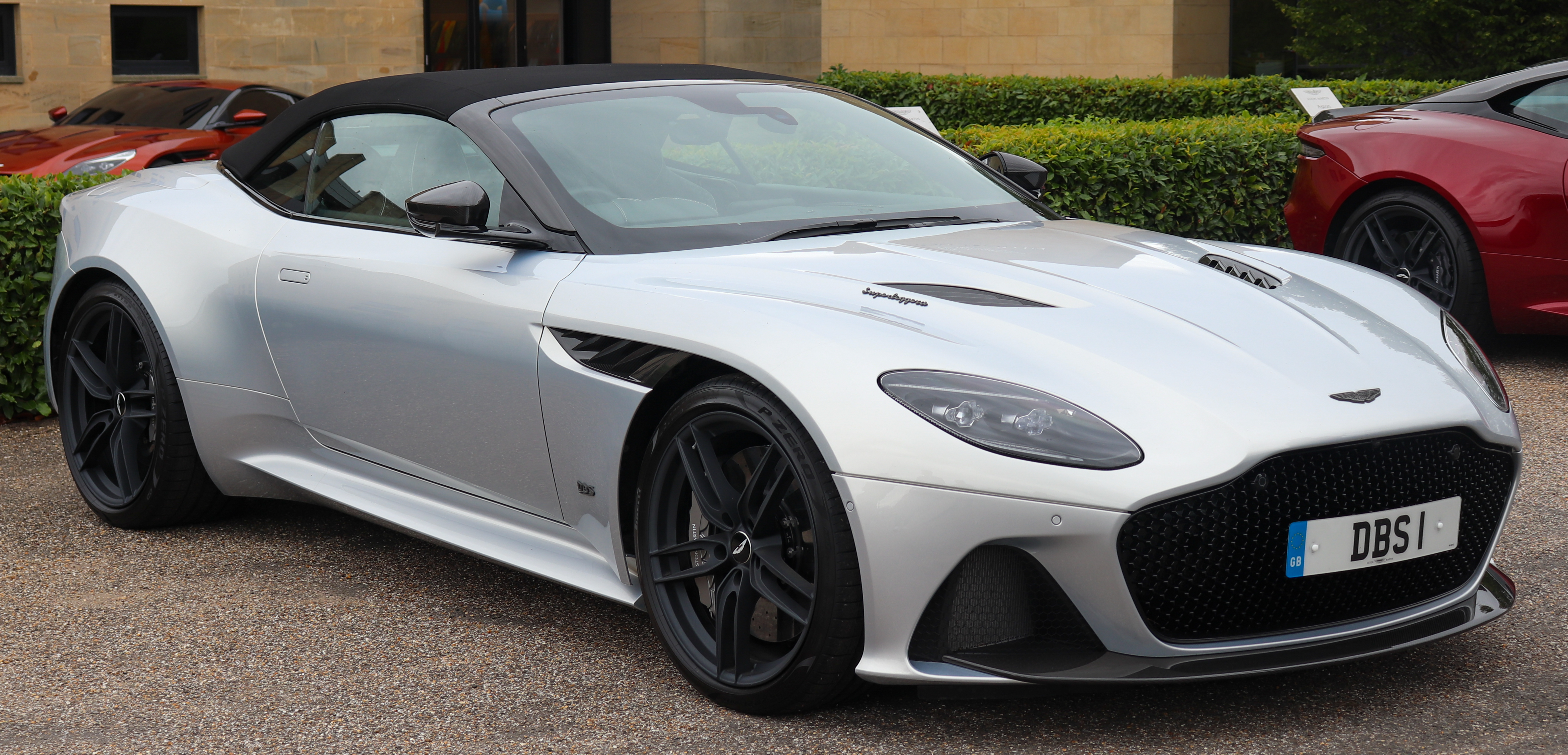
DBS 슈퍼레제라 볼란테
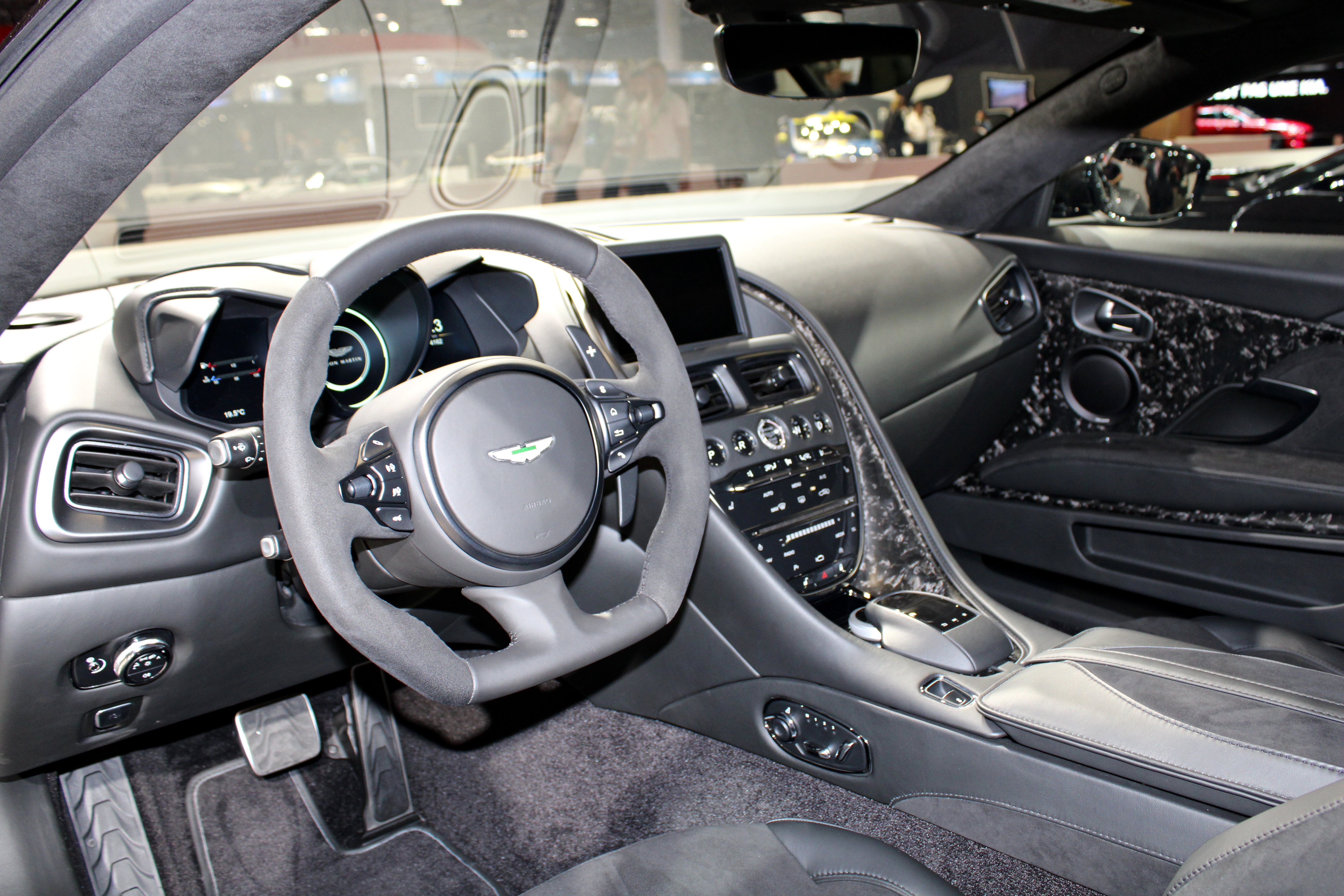
애스턴 마틴 DBS 슈퍼레제라의 운전석
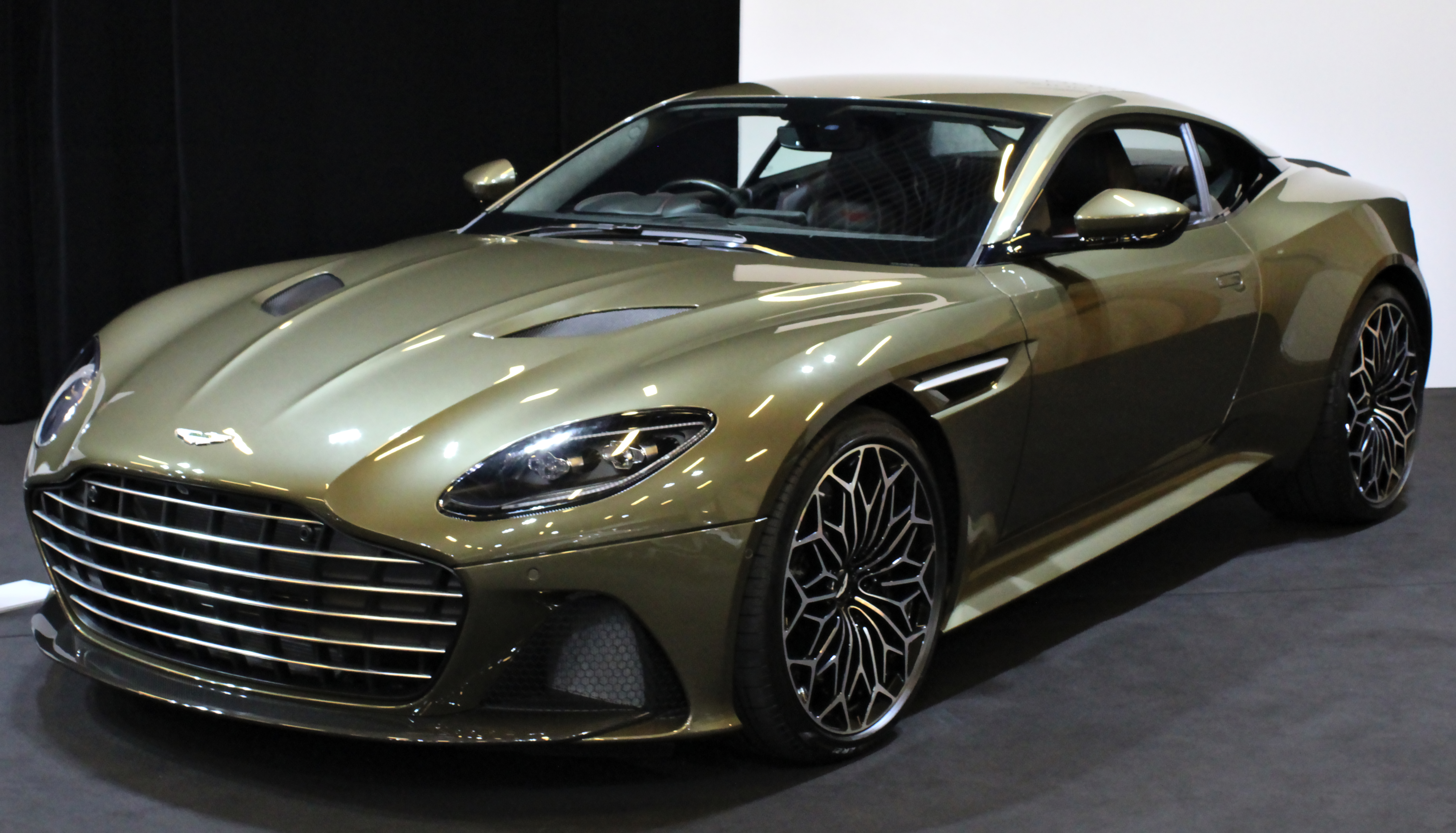
DBS 슈퍼레제라 OHMSS
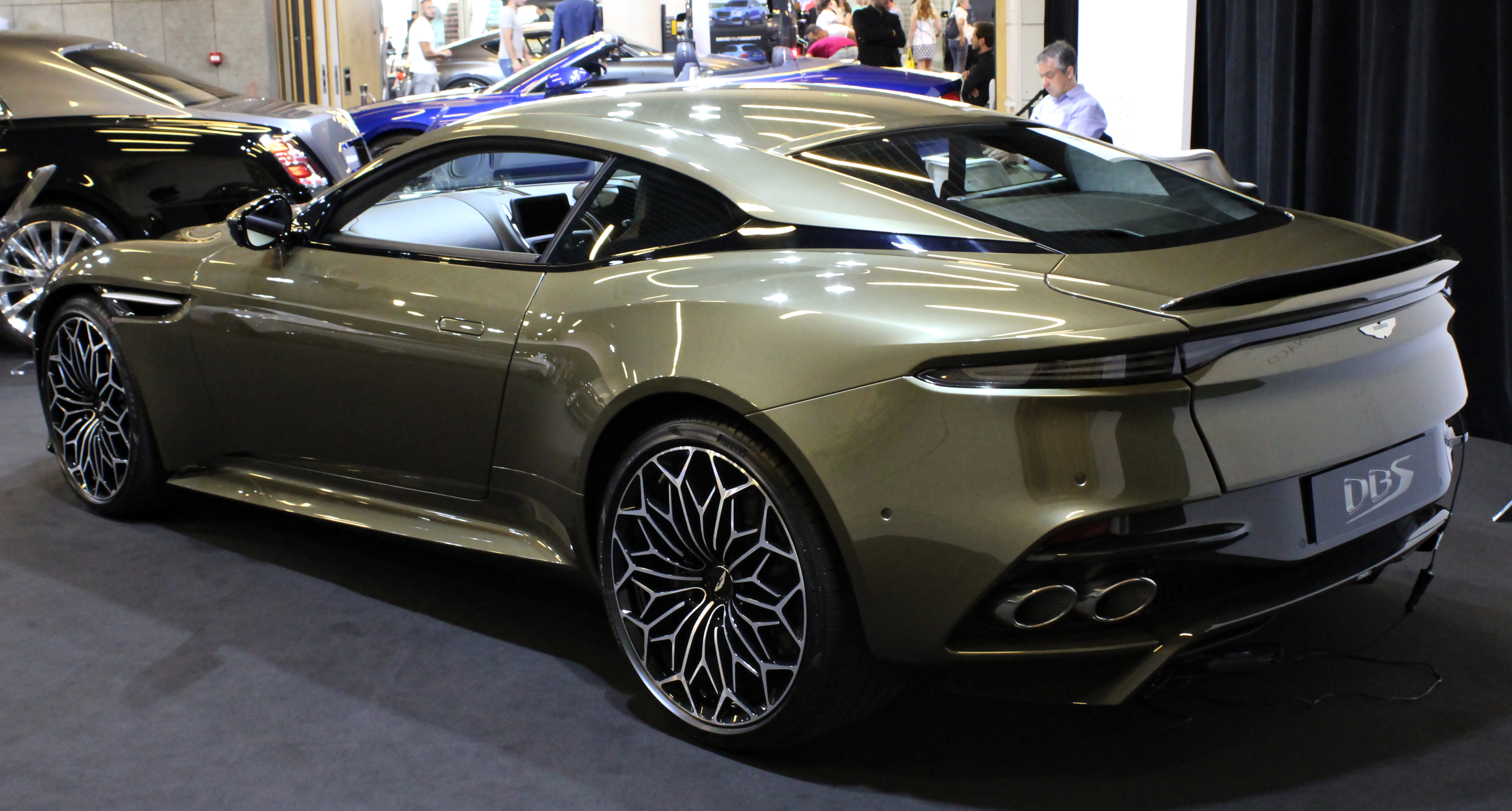
DBS 슈퍼레제라 OHMSS의 후방

## 비디오 게임에서의 등장
- 아스팔트 8: 에어본
- 아스팔트 9: 레전드